# Дријева
Трг Дријева (Итал. Narenta) је средњовековно трговиште, смештено поред данашњег села Габела код Чапљине у Херцеговини. Дато трговиште се развило у 12. веку положаја близу ушћа Неретве у Јадранско море. Главни трговци били су Дубровчани, а роба со. Средњовековна Србија га је држала све губитка Хумске земље у рату 1326-1329. године, када је трговиште припао Бановини Босни. Опадање трговишта је било у другој половини 15. века. 